# Калумпанг (язык)
Калумпанг (индон. Bahasa Kalumpang) — один из австронезийских языков, распространён на острове Сулавеси — в районе Калумпанг округа Мамуджу, провинция Западный Сулавеси (Индонезия).
По данным Ethnologue, количество носителей данного языка составляло 20 тыс. чел. в 2012 году.

## Диалекты
Выделяют следующие диалекты: боне-хау (тада), каратаун (эда, макки). Наиболее близкое родство калумпанг обнаруживает с языками мамаса, таэ и тораджа-садан (степень языкового сходства — 74%-78%).